# Hammarkullen (station)
Hammarkullen är en spårvägshållplats i Göteborg. Den trafikeras av spårvagnslinjerna 4, 8 och 9. Genom snabbspårvägen är restiden 15 minuter till Brunnsparken i centrala Göteborg. Spårvagnshållplatsen är den enda helt underjordiska i Sverige. Den byggdes med tunnelbanestationer i Stockholm som förebild, eftersom man planerade tunnelbana till Angered på 1970-talet. Platformarna är byggda för att kunna vara 120 meter långa men pga ramper till en lägre höjd och ej utbyggda delar i tunnlarna är de idag endast 70 meter långa.  
Stationen ligger 25 meter under marknivån och mitt i den drygt 2 km långa Hammarkulletunneln, som byggdes 1972. Här finns Göteborgs längsta rulltrappor (24 meter höga och 58 meter långa) samt en snedhiss, som är en slags bergbana. Stationen renoverades 2002, rulltrapporna byttes ut 2007-2008 och hissen byttes ut 2021.
Stationen är bemannad av en stationsvärd (som har ansvar för säkerheten) och sitter i en särskild expedition vid entrén till stationen. Det finns även nödtelefoner i båda plattformarna. Stationsvärden har tillgång till alla övervakningskameror i stationen.       
Stadsdelen Hammarkullen trafikeras även av busslinje 71, som emellertid inte angör stationen.

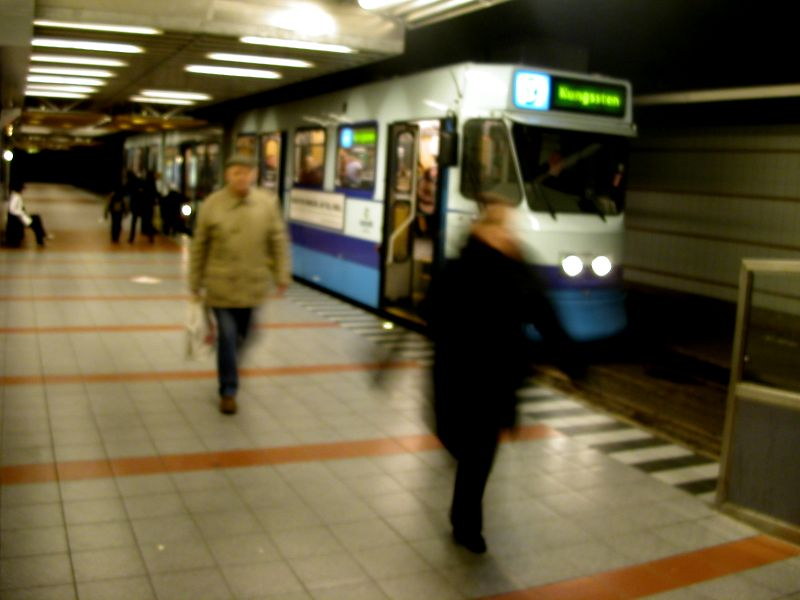
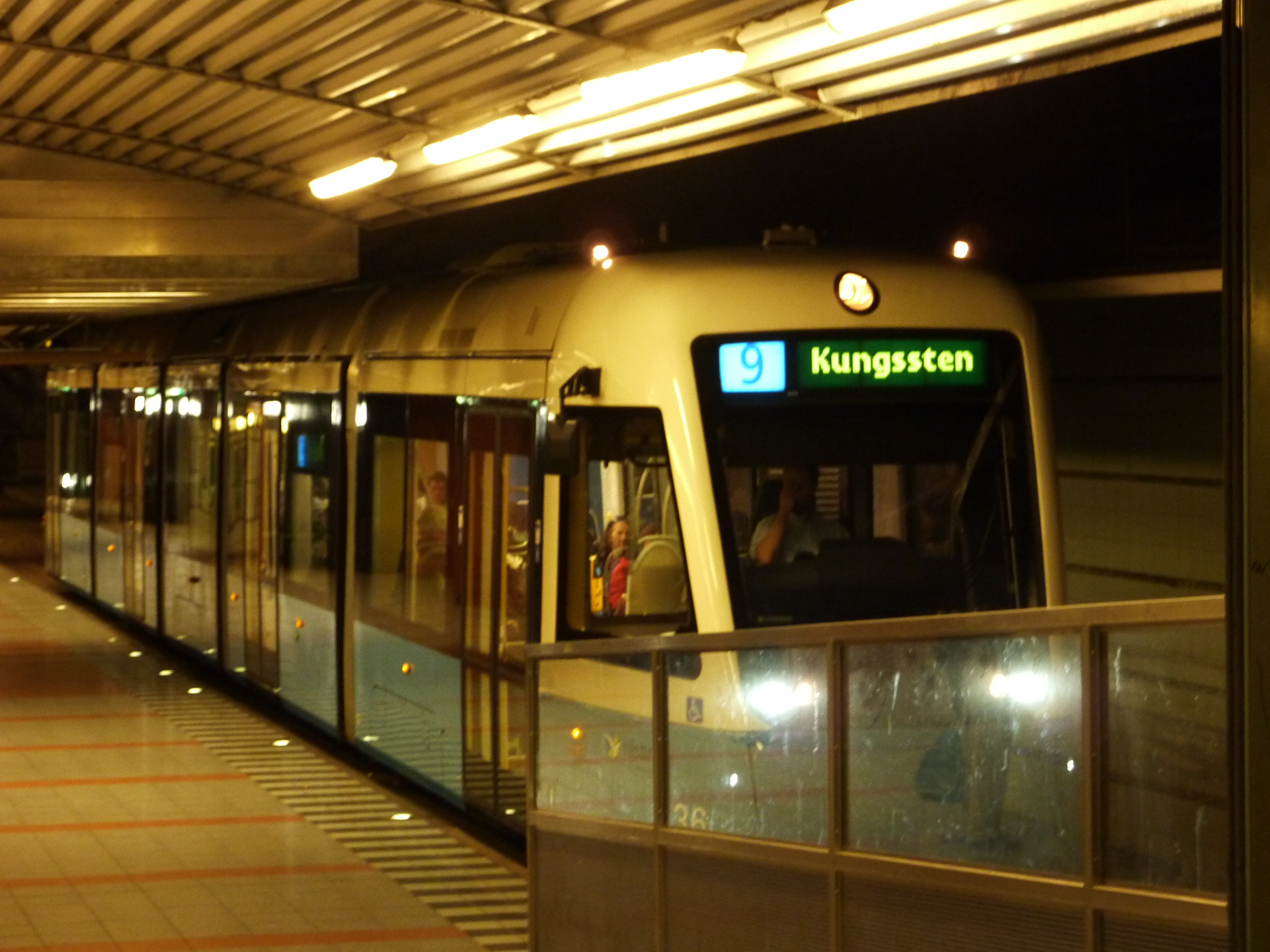